# История Евпатории

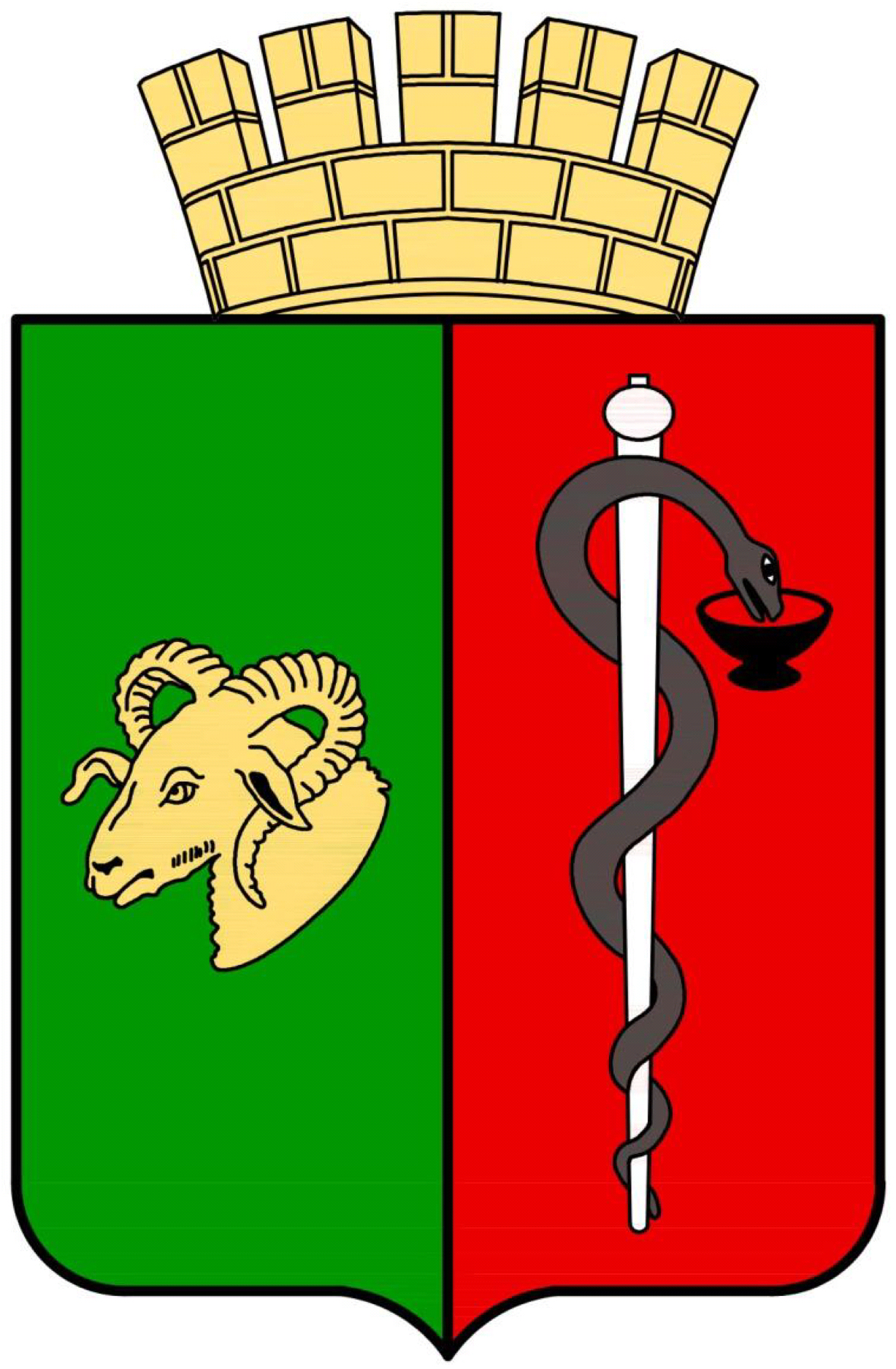
Современный герб Евпатории, основанный на историческом гербе 1844 года.

История Евпатории— краткие сведения об истории города Евпатория, и его окрестностей.
История городских поселений на месте современной Евпатории насчитывает более 25 веков. В 2003 году Евпатория отпраздновала своё 2500-летие. На протяжении своей истории город носил три названия: в античное время — Керкинитида, в средневековье — Гёзлев (Кезлев), в новое время — Евпатория. В трехкратной смене названий города отразились крупнейшие исторические эпохи: греческая колонизация, зарождение Крымского ханства (орды) и вхождение в состав Османской империи, присоединение Крыма к Российской империи в 1783 году. История города начинается с середины VI века до нашей эры, когда древние греки из Малой Азии основали первое в Западном Крыму поселение, впоследствии ставшее городом-государством (полисом) Керкинитида. О степени экономического развития города в IV—III веках до нашей эры свидетельствует выпуск собственных монет (денег).

## Древнее время
Предположительно историками, в III—II веках до нашей эры Керкинитида (Каркинитида) (греч. Κερκινίτις) — древнегреческий город, существовал с начала V века до нашей эры по конец II века до нашей эры на западе Тавриды (Крымского полуострова) на месте нынешней Евпатории. Городище Керкинитиды находится на Карантинном мысу на территории Центрального детского клинического санатория, ранее принадлежавшему Министерству обороны СССР. Греческий город Керкинитида, наряду с другими греческими колониями расположился на северном побережъе Чёрного моря.

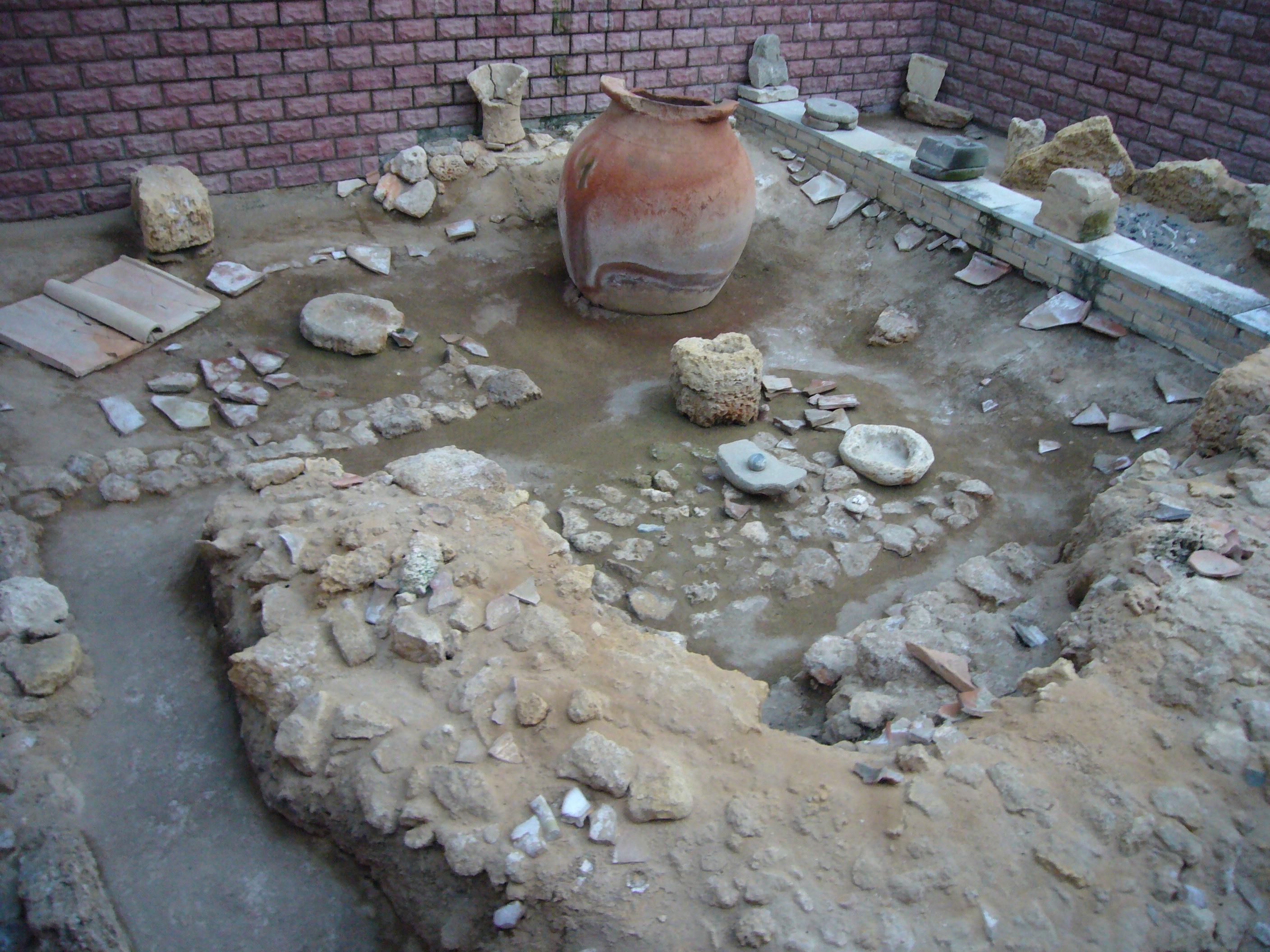
Археологические находки Керкинитиды.

В конце VI века до н. э. переселенцы из Ионии основали поселение под названием Керкинитида на берегу Каламитского залива.
С конца IV века до н. э. город существовал как самостоятельное государство и вел обширную торговлю со многими городами античного мира, о чём свидетельствуют археологические находки амфор с клеймами крупных древнегреческих центров: Ольвии, Херсонеса, Гераклеи, Синопы, островов Родос и Хиос. Жители занимались рыболовством, виноделием, выращивали зерновые культуры. Земельные наделы горожан простирались от стен города до берегов озера Мойнаки. Горожане вели торговлю с кочевыми племенами скифов, которые занимались скотоводством.
В конце IV века до н. э. город попадает в зависимость к Херсонесскому государству. В то же время перестраиваются и укрепляются оборонительные стены города. Горожане строят новые дома, в основном из 2-4 комнат, но встречаются и более просторные, из 5-6 комнат. Были и двухэтажные дома, нижний этаж которых был сложен из известковых блоков, а верхний из сырцового кирпича. Крыши домов были покрыты черепицей.
В III веке до н. э. город процветает. Наряду с херсонесской монетой Керкинитида чеканит и свою. Некоторые экземпляры этих монет представлены в Евпаторийском краеведческом музее. Население города в тот период по оценкам составляло около 2-х тысяч человек, заселявших 220—230 домов.
В середине II века до н. э. город захватывают скифы. Они построили к тому времени несколько городов и укреплений в предгорной части Крыма и создали собственное государство со столицей Неаполь. Скифы вели торговлю с греческими колонистами, но для самостоятельной торговли скифам были необходимы свои порты, для чего гавань Керкинитиды подходила как нельзя лучше. Захватив город, скифы полностью разбирают крепостные стены, разрушают жилые постройки, камень которых используют для своих строений. Не в силах одолеть скифов самостоятельно, греки обратились за помощью к понтийскому царю Митридату VI Евпатору, который прислал херсонеситам на помощь войско во главе с полководцем Диофантом. Диофант со своим войском освободил Керкинитиду и другие города и укрепления херсонеситов, захваченные ранее скифами. Далее войско Диофанта продвинулось вглубь полуострова и захватило крепость скифов Хабеи и столицу Неаполь Скифский, нанеся им серьёзные разрушения. Жители Керкинитиды, укрывшиеся во время войны за стенами Херсонеса, так и не вернулись в свой разрушенный город. Возможно скифское поселение и существовало некоторое время на территории Керкинитиды. В IV в. н. э. в Крым вторглись гунны и окончательно смели остатки поселения.

## Средние века и эпоха Крымского ханства (орды)
Раннесредневековая история юго-западного Крыма слабо изучена, поэтому, вплоть до XV века не имеется почти никаких сведений о каком-либо поселении в районе Евпатории, кроме единичных находок средневековой керамики в районе морского порта. Вероятно, они были выброшены с судов, пережидавших шторм в бухте или со шхун, промышлявших в этом районе рыбной ловлей.
Кочевые народы (гунны, булгары, хазары, печенеги, половцы) как волны сменяли друг друга в степном Крыму.
Османы (Турки) захватили южный берег Крыма в 1475 году, и в конце 1470-х гг. по договору между Менгли-Гиреем I и Мехмедом II Фатихом около древней Керкинитиды была выстроена крепость Гезлёв, в русских источниках называвшаяся Козлов, и на всём полуострове лишь её порт принадлежал Крымскому ханству. Крепость крымские татары назвали Кезлев, (крымскотатарского словосочетания közlü ev 'дом с глазом' - возможно, эту ассоциацию вызывали огни домов, которые были видны с моря, или крымскотат. Kezlev, 'родник').
При османах в Гезлёве/Кезлеве существовал крупный невольничий рынок, где работорговцы приобретали взятых в ходе набегов на Русское государство и Речь Посполитую полонян для вывоза морем в страны Востока. В XVI веке Гезлев превратился в большой торговый город-крепость. В гавань приходили суда из Малой Азии, приезжали русские купцы. Через пять городских ворот в город свозились товары из окрестных посёлков. Являясь единственным портом Крымского ханства, город быстро богател. В 1552 году при хане Девлете I Герае в Гезлеве закладывается самая большая и величественная мечеть Крыма Мечеть Джума-Джами (соборная пятничная мечеть), известная также как Хан-Джами (ханская мечеть). Проект мечети хан заказал в Стамбуле архитектору Ходже Синану, греку по происхождению, высокообразованному человеку, инженеру, математику, зодчему, подарившему миру более трехсот замечательных сооружений (в числе которых мечеть Сулеймание в Стамбуле). Строительство мечети велось долго, так как Ходжа Синан возводил одновременно в Стамбуле мечеть султана Сулеймана I, к тому же, не хватало средств, — большая часть денег, поступавших в казну, расходовалась на ведение войны с Иваном Грозным. По описанию турецкого путешественника Эвлии Челеби, посетившего город в 1666 году, Гезлев представлял собой «крепость с двадцатью четырьмя бастионами, расположенными на расстоянии ста пятидесяти шагов друг от друга». Отсюда следует, что окружность стен крепости Гезлев составляла три тысячи шагов. Это укрепление в форме пятиугольника, замечательно устроенное и украшенное, была сооружена из тёсаного камня на равнинном морском побережье.
Посетивший в XVIII веке Крымское ханство Иоганн Тунманн говоря о городе отмечал:
Гёслеве или Гьюзлеве — один из самых значительных городов Крыма. Он лежит на северной стороне морского залива, в котором имеет рейд и маленькую и настолько мелкую гавань, что может посещаться только мелкими судами. Город обнесен вокруг каменной стеной и башнями, имеет приблизительно 2500 каменных домов, много прекрасных мечетей и населен главным образом татарами, турками, греками, армянами и евреями.
|  |  |  |

## В Российской империи
В июне 1771 года русская армия под командованием князя В. М. Долгорукого заняла Крым. Первое полевое укрепление русской армии - редут Гезлёв - возведено к юго-западу от крепостных стен на современном Карантинном мысу, на развалинах Керкинитиды, на территории современного санатория МО. Редут защищал ров, шириной три метра, глубиной два метра, и земляной вал сложной конфигурации. Его максимальная ширина внизу - 5 м, высота - 1,5 м. В плане редут имел форму квадрата со стороной около 74 метров. По углам вала находились 4 приподнятые орудийные площадки. Внутреннее пространство было свободно. С севера в укрепление вел ход шириной около 8 метров, изнутри защищенный коротким земляным валом, предохраняющим солдат от пуль и ядер. На плане, составленном прапорщиком Ларионом, сказано: "Редут, ныне построенный, в коем для безопасности сведен оставшийся гарнизон при двух пушках".

Русско-турецкая война 1768-74 годов, положила конец османскому господству и по Кючук-Кайнарджийскому мирному договору 1774 года османы отказались от претензий на Крым. 

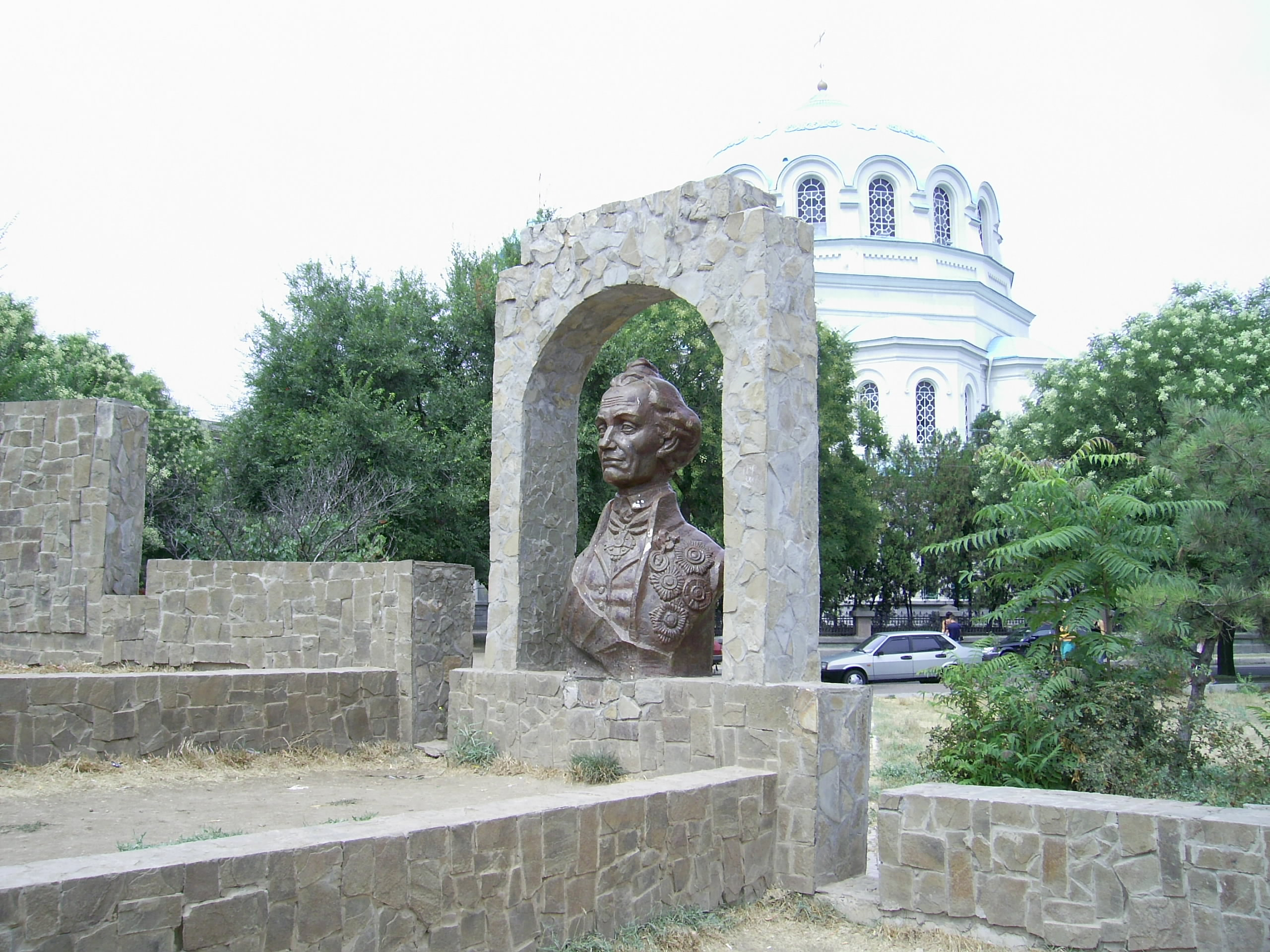
Бюст А. В. Суворова на месте его ставки в Гёзлёве

Крымское ханство получило формальную независимость, но хан Шахин Герай был избран при сильном российском давлении, на территории Крыма находились русские войска. В двадцатых числах октября 1778 года А. В. Суворов перенёс свою ставку из Бахчисарая в Гёзлёв, где она находилась в течение семи месяцев. Сам генерал проживал в цитадели, которая располагалась между мечетью Хан-Джами и современным Святоникольским собором. Суворов показал себя талантливым администратором. Во время эпидемии чумы благодаря строгим карантинным мерам Гезлёв избежал распространения болезни. Русские солдаты очистили отхожие места и конюшни, отремонтировали все городские колодцы, фонтаны и бани, купание в бане стало бесплатным, на рынках был наведён военный порядок, для въезжающих в город и ввозимых товаров был организован обязательный карантин, жителей принудили выбелить дома и дворы внутри и снаружи. От местных жителей начали поступать жалобы на Суворова. Отремонтировав бани и городские фонтаны, он ввёл обязательное пятикратное омовение для горожан и солдат гарнизона, независимо от вероисповедания, под руководством мулл, за что в доносе христиан писалось, что Суворов «обасурманился и знает язык не только крымских татар, но и турок». Мусульмане жаловались на громкий колокольный звон и частое пение Суворова в церковном хоре. Жалобы остались без рассмотрения. В 2004 году в сквере им. Караева установлен памятник полководцу на стилизованном редуте.
После присоединения Крыма к России в 1783 году,  Указом Екатерины II 19 (30) января 1784 Гезлёв получил статус уездного города и новое имя. Евпаторией он был назван в честь царя древнего Понта Митридата VI Евпатора. Понтийский царь часто выручал жителей Керкинитиды при нападениях скифов, присылая полководцев с большим войском.
На месте редута русской армии в 1793 году по инициативе А. В. Суворова, строится карантин для товаров и грузов, там же возникает и военно-глазная клиника (первое русское медицинское учреждение Евпатории).

В начале XIX века в городе был построен новый порт, ставший одним из самых крупных в Крыму, в 1840 году начато строительство городской набережной. К 1840-м годам в Евпатории проживало около 11 тысяч человек. Во время Крымской войны здесь был высажен десант англо-франко-турецких войск, Евпатория была превращена в укреплённую базу. Попытка русских войск 5(17) февраля 1855 года выбить оставленный здесь турецкий гарнизон закончилась неудачей.

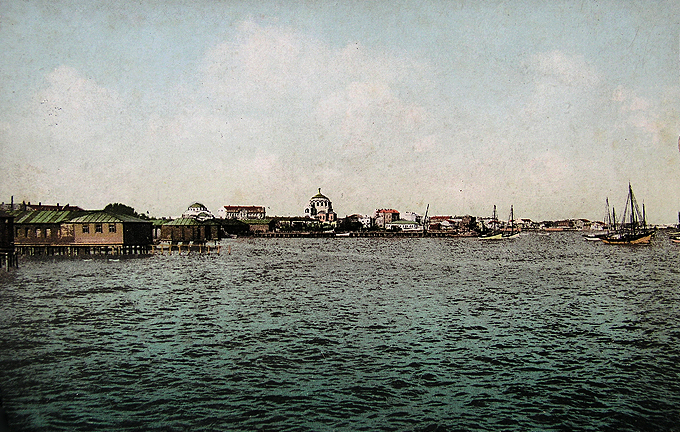
Вид города с моря (открытка, 1916)

В XIX веке Евпатория стала главным культурным центром крымских караимов. Из постепенно пришедшего в запустение Чуфут-Кале в город переселилась большая часть населения во главе с гахамом — духовным лидером караимской общины. В 1865 году в городе было открыто Караимское женское училище для девиц.
По состоянию на 1861 год население города составляло 7081 человек. В городе имелось: 1200 домов, 52 лавки, 47 хлебных магазинов, 9 трактиров и харчевин, 1 гостиница, 23 постоялых двора и 23 кофейни. Помимо этого в городе находилось по одной армянской, православной и католической церкви.
Во время русско-турецкой войны 20 июня 1877 года Евпатория подверглась обстрелу отряда из 5 турецких кораблей, на огонь которых отвечали батареи русской полевой артиллерии, отвлекшие весь огонь кораблей на себя. Город пострадал минимально: была разрушены крыша одного нежилого здания, пострадавших среди гражданского населения и военных не было. Захватив одну шхуну, гружёную солью, турецкий отряд ушёл. По сообщениям зарубежной печати, на турецких кораблях погиб 1 член экипажа.
В конце XIX столетия Евпатория стала быстро набирать популярность как курорт. Территория между старым городом и озером Мойнаки начала активно застраиваться дачами. В 1914 году в городе открыт трамвай, в 1915 проведена железнодорожная дорога Сарабуз — Евпатория от Лозово-Севастопольской железной дороги.

Евпатория на рубеже XIX—XX веков
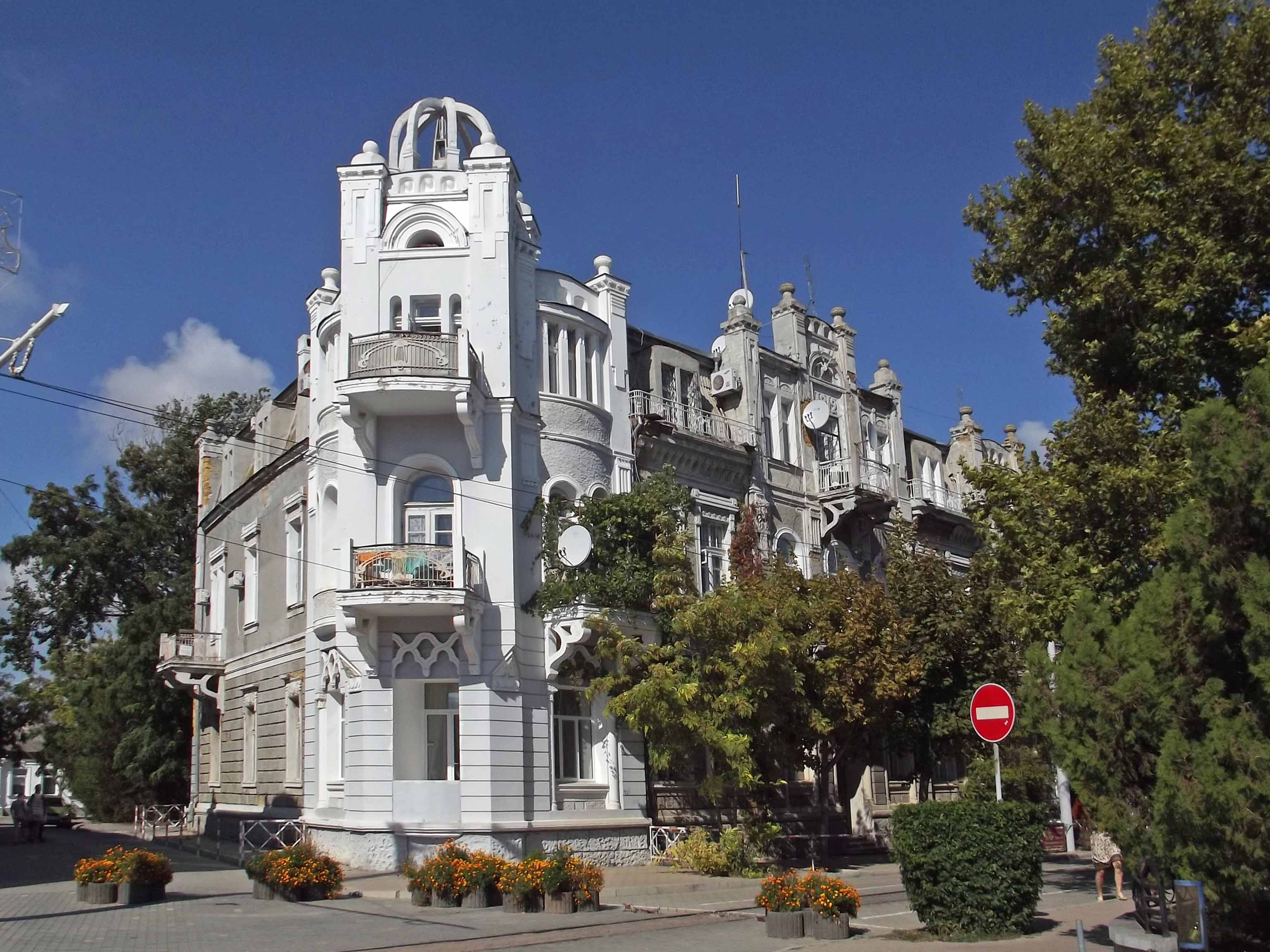
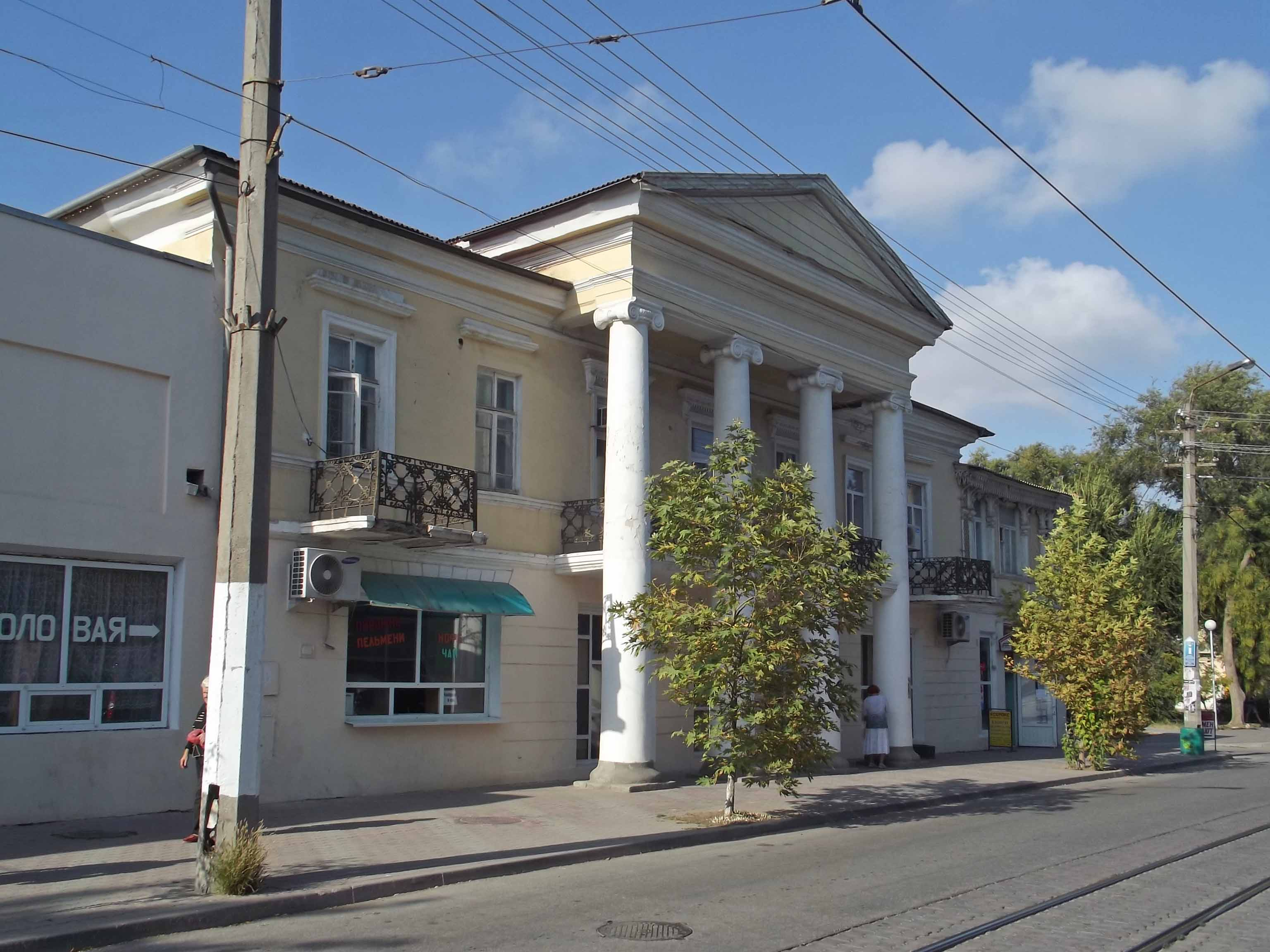
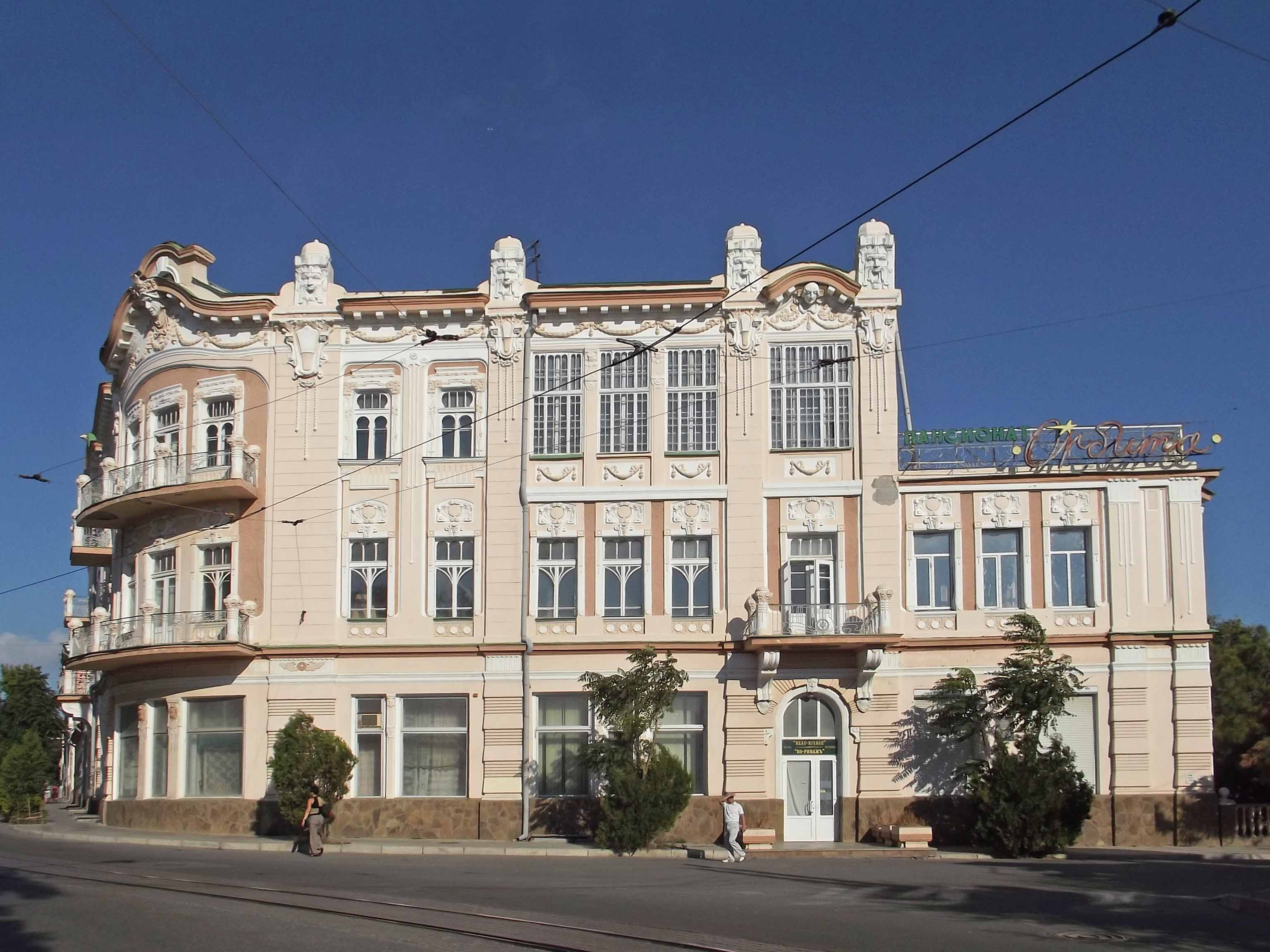

16 мая 1916 года Евпаторию посетил император Николай II с семьей, они ознакомились с лечебными факторами города, лечебницами и санаториями. Отдавая дань уважения, императорская семья посетила храмы всех конфессий, представленных в городе.

## Советский период
Советская власть окончательно установилась в Евпатории 14 ноября 1920 года, когда в неё вошли части Латышской дивизии 6-й армии РККА и в городе, как и во всём Крыму начался красный террор, направленный против всех реальных и мнимых врагов советской власти.
1 февраля 1921 года в Евпатории был открыт Музей старины (в последующем преобразованный в Евпаторийский краеведческий музей).
20 января 1936 года Совнарком РСФСР принял постановление "Об организации в Евпатории образцового детского курорта". К началу Великой Отечественной войны из 36 здравниц 18 были детскими.
Население города к 1941 году достигло 47 тысяч человек.
31 октября 1941 года Евпатория была оккупирована немецко-румынскими войсками, в городе был размещён румынский гарнизон. В городе было создано еврейское гетто.
В декабре 1941 года группа моряков совершила рейд из Севастополя на Евпаторию.
5 января 1942 года в Евпатории был высажен тактический морской десант Черноморского флота, бои в городе продолжались до 8 января 1942 года.
31 марта 1943 года четыре самолёта 5-го гвардейского авиаполка нанесли удар по кораблям в гавани Евпатории. Самолёт-торпедоносец, которым управлял гвардии капитан В. Н. Беликов был подбит зенитным огнём противника, однако сбросил торпеду, а затем совершил таран транспорта.
13 апреля 1944 года Евпатория была освобождена от немецко-румынских войск, в боях за город советским войскам 2-й гвардейской армии оказали помощь боевые группы подпольщиков Евпатории. Приказом ВГК войскам, участвовавшим в освобождении Евпатории, была объявлена благодарность, а отличившиеся в боях за город 24-я гвардейская стрелковая дивизия, 512-й отдельный танковый батальон, 14-й истребительный противотанковый артиллерийский полк и 22-й гвап получили наименование Евпаторийских.
Во время оккупации в Евпатории было расстреляно 12 598 человек. Всего за время войны город потерял около 45-55 % своего населения.
18 мая 1944 года из Евпатории в Среднюю Азию было депортировано крымско татарское население, 26 июня — армяне, болгары и греки.
К середине 1950-х годов Евпаторийский курорт был полностью восстановлен. 14 детских санаториев специализировались на лечении костного туберкулеза и полиомиелита. С конца 1950-х годов изменяется профиль большинства здравниц - теперь здесь начинают лечить общетерапевтические заболевания.
В 1960 году неподалёку от Евпатории был создан Центр дальней космической связи.
В 1978 году здесь открыт филиал Центрального научно-исследовательского института курортологии и физиотерапии Министерства здравоохранения, который изучает вопросы оптимального использования курортных факторов Евпатории при заболеваниях опорно-двигательного аппарата у детей и подростков.

## С 1991 года
С 1991 года, после прекращения существования СССР, Евпатория в составе независимой Украины. Появились первые частные санатории. С 1992 наблюдалось сокращение потока отдыхающих. Выборы в горсовет по пропорциональным спискам проходили в 2006 и 2010 годах. В марте 2014 года проходила осада военных частей ВСУ.

## С 2014 года
В 2014 году Крым был захвачен и аннексирован Россией. Украина и мировое сообщество в лице Генеральной ассамблеи ООН рассматривают эти территории как находящиеся под российской оккупацией. В сентябре 2014 года в Евпатории были проведены выборы в горсовет по законам Российской Федерации.